# Rejon kosichiński
Rejon kosichiński (ros. Косихинский район) – rejon na terenie wchodzącego w skład Rosji syberyjskiego Kraju Ałtajskiego.
Rejon leży w północno-wschodniej części Kraju Ałtajskiego i ma powierzchnię 1,877 km², położony jest ok. 68 kilometrów od Barnaułu. Na jego obszarze żyje (według danych z 2013 roku) 17 054 osób; całość populacji stanowi ludność wiejska, gdyż w skład tej jednostki podziału terytorialnego nie wchodzi żadne miasto. Ludność rejonu zamieszkuje w 28 wsiach. Rosjanie stanowią 91,7% ogółu mieszkańców rejonu, Ukraińcy - 1,6%, a Niemcy - 4,1%.
Ośrodkiem administracyjnym rejonu jest wieś Kosicha.

## Ludzie związani z rejonem
- Robiert Rożdiestwienski
- Gierman Titow
- Aleksiej Skurłatow